# Bibiana Margaretha z Pernštejna
Bibiana Margaretha z Pernštejna y Gonzaga di Castiglione delle Stiviere (též zkráceně Bibiana z Pernštejna; nar. listopad/prosinec 1579 Praha, České království – 17. prosince 1616 Castiglione delle Stiviere, dnešní Itálie) byla šlechtična pocházející ze staročeského rodu Pernštejnů.

## Mládí
Bibiana se narodila v listopadu nebo prosinci roku 1579 jako druhé nejmladší dítě a nejmladší dcera Vratislavovi II. z Pernštejna, nejvyššímu kancléři Českého království, a jeho manželce Marii Manrique de Lara y Mendoza. Roli kmotra dokonce plnil “na dálku“ samotný španělský král Filip II. v zastoupení Juana de Borjy, vyslance u císařského dvora.
Dětství prožila jako ostatní její sourozenci v přísně katolickém duchu, který do Čech přinesla její matka a i otec. Mezi základní hodnoty pařila oddanost habsburské dynastii, římskokatolické vyznání a zásady humanismu. Vyrůstala v láskyplném prostředí a již za svého mládí byla zvažována jako jedna z možných dvorních dam princezny Markéty Habsburské, která se měla stát budoucí španělskou královnou. Toto se také stalo a několik let strávila na španělském královském dvoře v Madridu, kde se seznámila s pro ní exotickým prostředím Středomoří.
Byla velmi vzdělaná v jazycích, kdy plynně ovládala španělštinu, italštinu, základně češtinu a němčinu. 

## Svatba a působení v Itálii

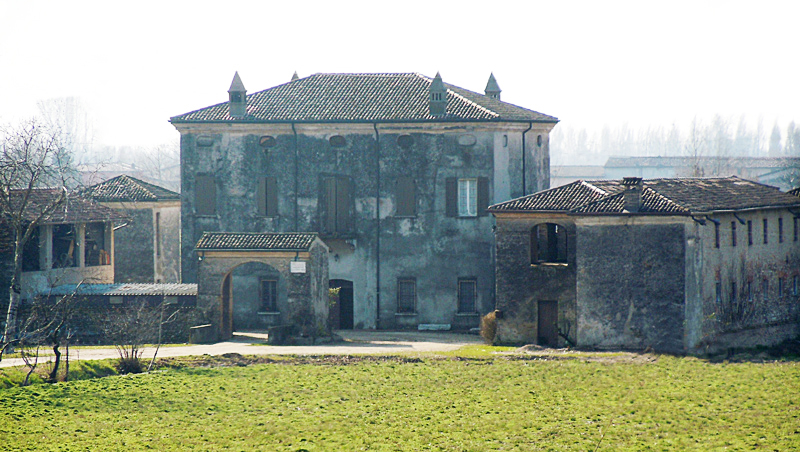
Sídlo Gonzagů v Castiglione delle Stiviere

Velká životní příležitost se pro ni naskytla v roce 1598, kdy o ní projevil zájem severoitalský šlechtic a markýz Francesco de Gonzaga, který pocházel z bohatého a velmi vlivného rodu Gonzagů. Měl výborné předpoklady vzít si za ženu pernštejnskou princeznu, jelikož s ním měla mnohé společné – zejména oddanost habsburské dynastii a znalost středomořského prostředí. Bibiana se dle tehdejší korespondence do Francesca velmi zamilovala a nic tak nebránilo tomu, aby si ho ještě tentýž rok, tj. 1598, vzala za muže. Tímto si Habsburkové vytvořili další provázání své klientské sítě šlechtických rodů po celé Evropě. 
Novým domovem se já mělo stát malé sídelní městečko Castiglione delle Stivieri (odtud její pozdější titul), ale brzy se ukázalo, že její další léta se nesla ve znamení válek s mantovskými vévody a také problémem na vlastním panství, kdy její muž musel několikrát pacifikovat místní selská povstání. Nakonec se v následujících letech situace zlepšila a císař Rudolf II. povýšil Francescovo panství na markrabství. Dokonce po několikaletém vyjednávání dostal od císaře v léno i velké panství Castel Goffredo.
Bibiana z Pernštejna se stala jeho milovanou ženou, ve které mohl najít oporu a jejich manželství bylo velmi plodné. Bibiana porodila Francescovi celkem 8 dětí (6 dcer a 3 syny):
- 1. Maria (1602–1613)
- 2. Luigia (1603–cca 1619)
- 3. Polissena (1606–cca 1625)
- 4. Luigi (1608–1609)
- 5. Maria Luigia Eusebia (8.1.1610)
- 6. Marta (1610–cca 1626)
- 7. Luigi (1611–1636)
- 8. Giovanna (1612–1688)
- 9. Ferdinando (1614–1675)

## Smrt
Bibiana zemřela krátce po porodu svého posledního syna, který ji velmi vysílil a již se nemohla poslední měsíce ani zvednout z lůžka. Naposledy vydechla v únoru 1616. V říjnu téhož roku zemřel i její muž Francesco de Gonzaga. O budoucnost Bibianiných dětí se postarala její sestra Polyxena z Lobkovic.